# Vik (Sømna)
Vik è un villaggio della Norvegia, situato nella municipalità di Sømna, nella contea di Nordland.
| Controllo di autorità | VIAF (EN) 154746531 · J9U (EN, HE) 987007559677305171 |